# Nati nel 1225
| Questa pagina contiene informazioni ricavate automaticamente dalle voci biografiche con l'ausilio del template Bio e di un bot. L'aggiornamento è periodico e automatico e ricostruisce completamente la pagina. Se manca una persona in questa lista, sei pregato di non aggiungerla, ma accertati piuttosto che la sua voce biografica contenga il template Bio e che i dati anagrafici siano correttamente compilati. Se il template Bio manca, inseriscilo tu stesso o, in alternativa, metti l'avviso {{tmp\|Bio}} che ne segnala la mancanza. Se i dati riportati sono sbagliati, correggi direttamente la voce biografica; le modifiche saranno visibili in questa lista entro pochi giorni. Per chiarimenti vedi il progetto biografie. La lista contiene solo le 19 persone che sono citate nell'enciclopedia e per le quali è stato implementato correttamente il template Bio. Pagina aggiornata al 18 ago 2025. |

- Davide VI di Georgia, re († 1293)
- Beatrice di Brabante, nobile tedesca († 1288)
- Denha I, vescovo cristiano orientale siro († 1281)
- Francesco d'Accorso, giurista e letterato italiano († 1293)
- Gastone VII di Béarn, francese († 1290)
- Gertrude di Hohenberg, nobildonna tedesca († 1281)
- Ghigo VII del Viennois, nobile francese († 1269)
- Giroldo da Como, scultore e architetto italiano († 1295)
- Isabella di Francia, francese († 1270)
- Jordanus Nemorarius, matematico e astronomo italiano († 1260)
- Margherita di Savoia, sovrana
- Reinardo I di Hanau, nobile tedesco († 1281)
- Sancha di Provenza († 1261)
- Selvaggia di Staufen, nobildonna
- Ulrico di Strasburgo, teologo francese († 1277)
- Shem Tov ben Yosef Falaquera, filosofo e poeta spagnolo
- Guido II da Correggio, politico italiano († 1299)
- Guido da Suzzara, giurista e avvocato italiano († 1292)
- Ferdinando di Castiglia, principe spagnolo († 1248)